# NGC 46
NGC 46은 물고기자리 방향에 위치한 항성이다. 태양계로부터 약 962 ± 281광년 떨어져 있다. 아일랜드섬의 천문학자 에드워드 조슈아 쿠퍼에 의해 1852년 10월 22일 처음 발견되었다. 처음에 그는 이를 성운으로 잘못 식별했다.

## 같이 보기
- NGC 1 ~ 999 목록
- 물고기자리